# La rica Vicky
La rica Vicky é uma telenovela peruana exibida em 1997 pela Frecuencia Latina.

## Elenco
- Virna Flores - Vicky Carranza
- Alexandra Graña - Vanessa Astudillo
- Ismael la Rosa - Gonzalo Villarán